# Hôtel de Béhague
L’hôtel de Béhague, ou de Béarn, est un hôtel particulier situé à Paris en France. Il abrite l'ambassade de Roumanie en France.

## Localisation
Il est situé au no 123, rue Saint-Dominique, dans le 7e arrondissement de Paris.

## Histoire
Construit en 1866 pour le comte Octave de Béhague par Gabriel-Hippolyte Destailleur, cet hôtel particulier est réaménagé et agrandi en 1895-1904 par Walter-André Destailleur pour Martine de Béhague, comtesse de Béarn. 
Elle y installe sa collection artistique, historique et littéraire éclectique.
Le 29 mars 1906 y est inauguré le théâtre privé de la comtesse, la salle Byzantine, rénové par Mariano Fortuny y Madrazo et dont l'aménagement technique est revu par Adolphe Appia. 
Cette salle comprend un orgue du facteur Charles Mutin, successeur d'Aristide Cavaillé-Coll, construit en 1906. 
Cet orgue de 26 jeux, deux claviers et un pédalier de 32 notes possède une remarquable soufflerie hydraulique, quasi unique dans l'histoire de la facture d'orgue. 
Cet orgue est classé au titre des monuments historiques depuis le 10 juillet 2007.
Acheté en 1939 par Carol II, cet hôtel particulier abrite depuis cette date l'ambassade de Roumanie.
Ce bâtiment fait l’objet d’un classement au titre des monuments historiques depuis le 25 août 2003.

## Œuvres utilisant l'architecture comme décor
- 2006 : Un ticket pour l'espace.

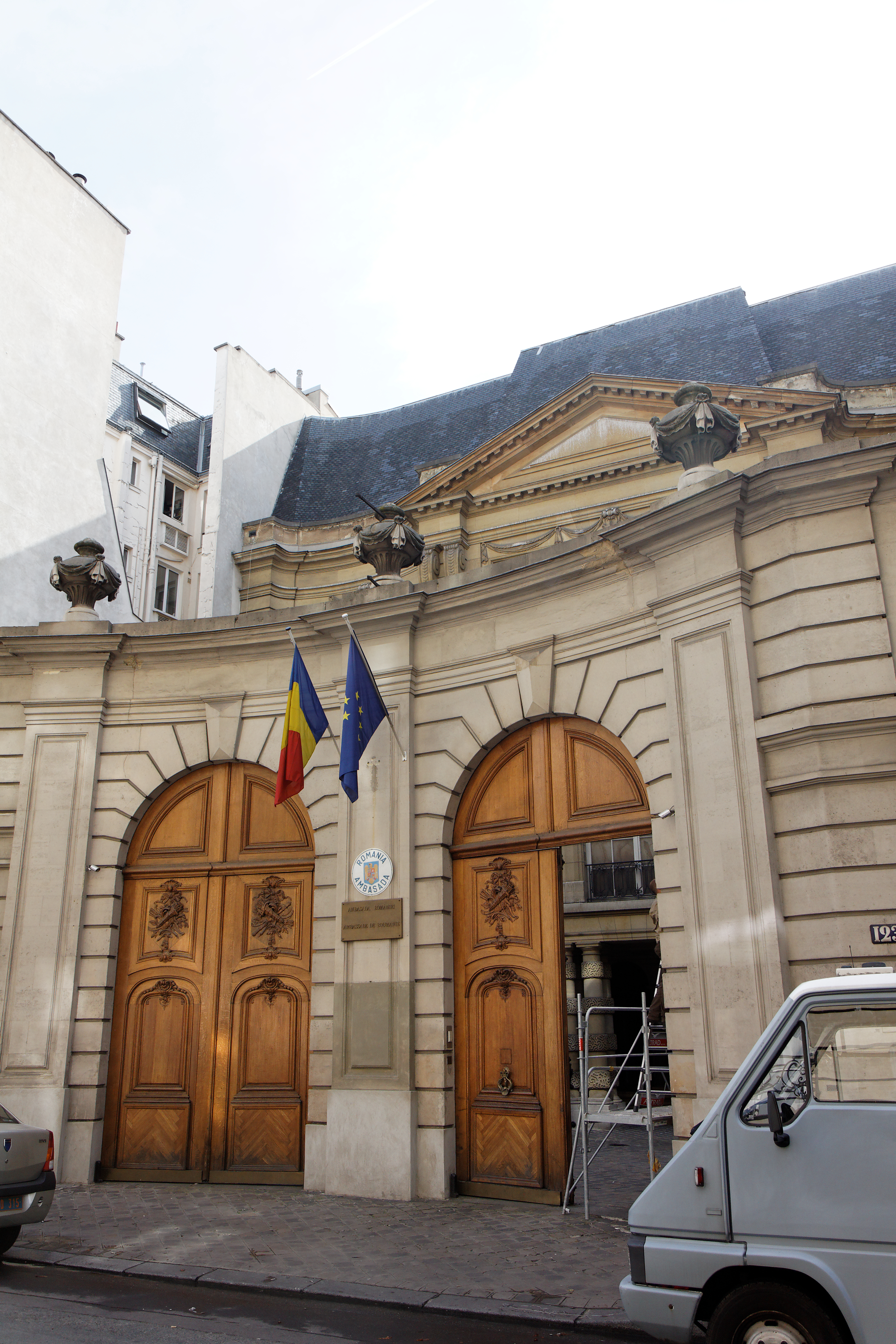
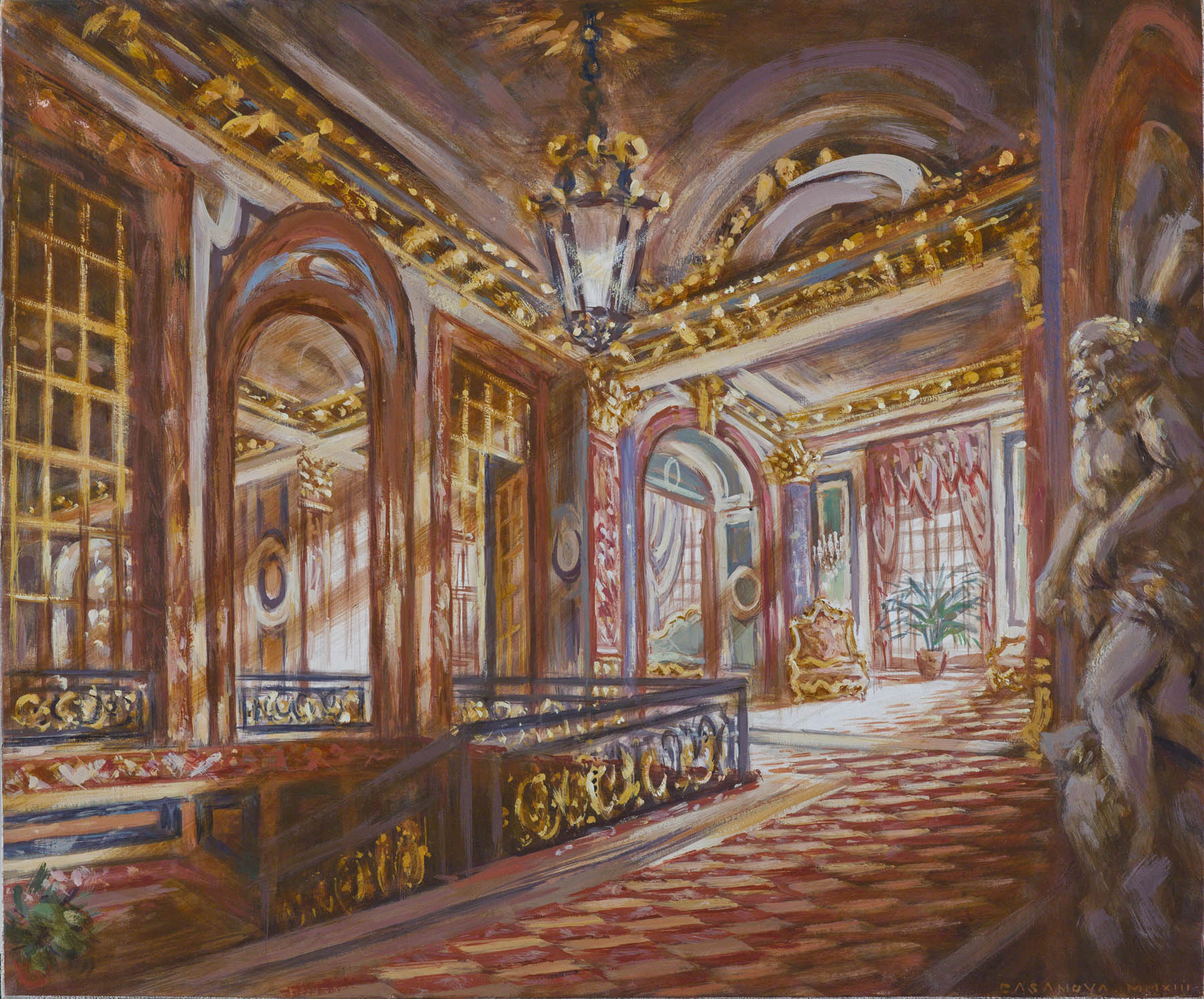
Peinture représentant l'intérieur de l'hôtel de Béhague.
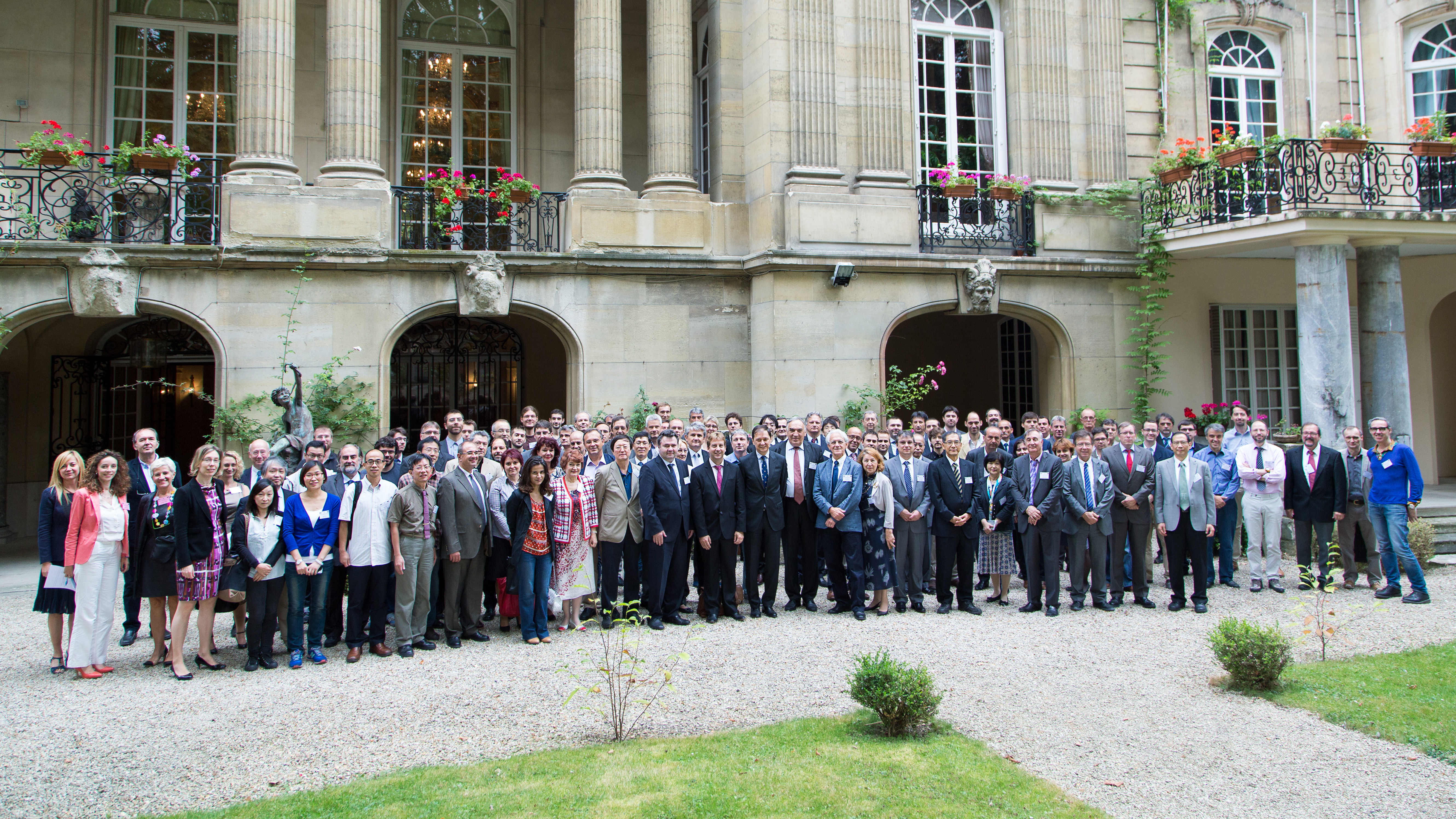
L'hôtel, côté jardin.